# Orientothele alyrata
Espèce
Synonymes
- Orientothele alyratus Mirza, Sanap & Kunte, 2017

Orientothele alyrata est une espèce d'araignées mygalomorphes de la famille des Macrothelidae.

## Distribution
Cette espèce est endémique du Tripura en Inde,. Elle se rencontre dans les Jampui Hills (en) à 644 m d'altitude vers Belianchip.

## Description
La femelle holotype mesure 17,2 mm.

## Systématique et taxinomie
Cette espèce a été décrite par Mirza, Sanap et Kunte en 2017. Elle est placée dans le genre Macrothele par Drolshagen en 2017 puis dans le genre Orientothele par Shao, Zhou et Lin en 2025.

## Publication originale
- Mirza, Sanap & Kunte, 2017 : « A new genus and new species of diplurid spider (Araneae: Mygalomorphae: Dipluridae) from northeast India. » Journal of Asia-Pacific Biodiversity, vol. 10, no 1, p. 32-38.